# 比略拉
比略拉，是西班牙卡斯蒂利亚-拉曼恰昆卡省的一个市镇。总面积69平方公里，总人口181人（2001年），人口密度3人/平方公里。